# Vestmania
Vestmania (en sueco: Västmanland) es una de las 25 provincias históricas de Suecia (en sueco: landskap) situada en el centro del país, en la región de Sueonia, que limita con las provincias históricas de Sudermania, Nericia, Värmland, Dalecarlia y Uplandia. Su nombre significa «hombres del oeste» en referencia a que estaba al oeste de Uplandia, considerada el núcleo de la región.
Aunque en la actual organización territorial de Suecia las provincias históricas no son entidades administrativas, sino solo culturales e históricas, existe la actual provincia de Västmanland que ocupa la zona oriental de la antigua provincia histórica. La parte occidental de la provincia histórica pertenece a la provincia de Örebro.

## Ciudades
La ciudad más antigua de Vestmania es Västerås, fundada alrededor de 990. Entonces la ciudad era la capital provincial y además a partir de 1120 la sede de la diócesis de Västerås. Actualmente Västerås sigue siendo la ciudad más grande de la provincia, con 130.000 habitantes en todo su municipio.
Posteriormente se concedió el estatus de ciudad a Arboga, en el siglo XII, a Köping en 1474, a Sala en 1624, a Lindesberg y Nora ambas en 1643 y finalmente a Fagersta en 1944. El estatus de ciudad se abolió en Suecia en 1971, quedando solo como títulos históricos.
Las minas de Norberg y Skinnskatteberg empezaron a explotarse en el siglo XIV y la de Lindesberg en el siglo XVI. Esta parte de Vestmania pertenece a la comarca minera de Bergslagen.